# Gouverneur de Gagaouzie
Le gouverneur de Gagaouzie, appelé « bachkhan »[réf. nécessaire] (Başkan [ˈbaʃkan] ; en gagaouze Gagauz Yeri başkanı ; en roumain Guvernator al UTA Găgăuzia), est le chef de l'exécutif de la Gagaouzie, région autonome de Moldavie. Élu pour quatre ans au scrutin direct, il dirige l'administration locale de la région de cette minorité turcophone et la représente au sein du gouvernement moldave.
Élue en 2023, Evghenia Guțul est l'actuelle titulaire de la fonction depuis le 19 juillet 2023.

## Histoire
Le poste de gouverneur de Gagaouzie existe depuis la création de la région autonome en 1994. La première élection a eu lieu l'année suivante.

## Élection
Les modalités de l'élection sont régies par la loi sur le statut spécial de la Gagaouzie. Elle a lieu au scrutin universel direct, libre et secret.
Le gouverneur de Gagaouzie est élu au scrutin uninominal majoritaire à deux tours pour un mandat de quatre ans renouvelable une seule fois de manière consécutive. Est déclaré élu le candidat ayant recueilli la majorité absolue des suffrages exprimés au premier tour ou, à défaut, le plus de suffrages lors d'un second tour organisé quatorze jours plus tard entre les deux candidats arrivés en tête au premier tour.
L'élection est déclarée valide à la condition que la participation ait été d'au moins 50 % des inscrits au premier tour, ou 33 % au second tour. Dans le cas contraire, il est procédé à un nouveau tour de scrutin. Le gouverneur entre en fonction après confirmation de l'élection par un décret du président de la république de Moldavie.

## Conditions de candidatures
Sont éligibles les Gagaouzes âgés de plus de 35 ans parlant couramment le gagaouze.
La loi électorale moldave n'autorisant pas les partis politiques régionaux, les élections du dirigeant de la minorité turcophone gagaouze est historiquement marquée par la forte présence de candidats indépendants, ce qui n'empêche pas ces derniers d'afficher parfois leur proximité avec l'un ou l'autre parti ou dirigeant national moldave.

## Pouvoirs
Le statut, les compétences et les devoirs du gouverneur sont codifiés par la loi sur le statut spécial de la Gagaouzie de 1994 et le code de Gagaouzie adopté le 14 mai 1998 par l'Assemblée populaire.
Le gouverneur est ainsi la plus haute autorité hiérarchique au sein de l'administration publique de la région autonome, dont il coordonne l'action. Il exerce ses compétences définit par la loi par ordres et décrets applicables dans l'intégralité du territoire gagaouze.
Membre ex officio du gouvernement moldave, le gouverneur représente la région autonome en Moldavie ainsi qu'à l'international. Il est le garant du Code de Gagaouzie, des droits et des libertés de la population gagaouze, et du maintien du statut autonome de la région, dont il coordonne l'interaction avec le gouvernement central.
Il préside le comité exécutif de la Gagaouzie, signe les lois, nomme et révoque les fonctionnaires.
Le gouverneur possède également un droit d'initiative en matière législative à l'Assemblée populaire.

## Destitution
Bien qu'il possède une immunité au cours de ses fonctions, le gouverneur peut être destitué s'il ne respecte pas la constitution et les lois de la Moldavie, les lois locales et les décisions de l'assemblée gagaouze, ou s'il commet un crime.
La procédure de destitution du gouverneur doit être votée aux deux tiers des membres de l'Assemblée populaire, et être confirmée par un référendum local.

## Liste des titulaires
| N° | Portrait           | Titulaire (Naissance-mort)      | Élection  | Mandat            | Mandat            | Mandat                    |
| N° | Portrait           | Titulaire (Naissance-mort)      | Élection  | Début             | Fin               | Durée                     |
| --- | ------------------ | ------------------------------- | --------- | ----------------- | ----------------- | ------------------------- |
| 1 | Gheorghe Tabunșcic | Gheorghe Tabunșcic (né en 1939) | 1995      | 19 juin 1995      | 24 septembre 1999 | 4 ans, 3 mois et 5 jours  |
| 2 | Dumitru Croitor    | Dumitru Croitor (né en 1959)    | 1999      | 24 septembre 1999 | 10 juillet 2002   | 2 ans, 9 mois et 16 jours |
| L'intérim de la fonction est exercé par Valeri Ianioglo du 21 juin 2002 au 10 juillet 2002 puis par Ivan Kristioglo du 10 juillet 2002 au 26 juillet 2006 en opposition à Ianioglo. L'intérim est par la suite exercé par Gheorghe Mollo du 26 juillet 2006 au 9 novembre 2002. |                    |                                 |           |                   |                   |                           |
| (1) | Gheorghe Tabunșcic | Gheorghe Tabunșcic (né en 1939) | 2002      | 9 novembre 2002   | 26 décembre 2006  | 4 ans, 1 mois et 17 jours |
| 3 | Mihail Formuzal    | Mihail Formuzal (né en 1959)    | 2006 2010 | 29 décembre 2006  | 15 avril 2015     | 8 ans, 3 mois et 17 jours |
| 4 | Irina Vlah         | Irina Vlah (né en 1974)         | 2015 2019 | 15 avril 2015     | 19 juillet 2023   | 8 ans, 3 mois et 4 jours  |
| 5 | Evghenia Guțul     | Evghenia Guțul (né en 1986)     | 2023      | 19 juillet 2023   | en cours          | 1 an, 8 mois et 30 jours  |